# Chono angustiarum
Chono angustiarum is een vlokreeftensoort uit de familie van de Zobrachoidae. De wetenschappelijke naam van de soort is voor het eerst geldig gepubliceerd in 1987 door Clark & Barnard.